# Филипинска операция (1941 – 1942)
Филипинската операция (на филипински: Kampanya sa Pilipinas или Labanan sa Pilipinas, на испански: Campaña en las Filipinas del Ejercito Japonés), битката за Филипините или падането на Филипините, е името на нападението на Филипините от Японската империя по време на Втората световна война. Бойните действия продължават от 8 декември 1941 г. до 8 май 1942 г. и включват отбраната на островите от Съединените щати и филипинските сили.
Японците започват инвазията по море от Формоза на 320 km северно от Филипините. Силите на защитниците превъзхождат японците по брой в съотношение 3:2, но са смесица от редовна армия без боен опит, национална гвардия, полицейски щаб и новосъздадени единици на Общността на нациите. Японците използват войски от първа линия в началото на кампанията и с концентриране на силите си бързо преодоляват по-голямата част от Лусон през първия месец.
Японското висше командване вярва, че кампанията е спечелена и взема стратегическо решение да изтегли с един месец операциите в Борнео и Индонезия. В резултат на това най-доброто подразделение и по-голямата част от военновъздушните сили са изтеглени в началото на януари 1942 г. Това, съчетано с решението на защитниците да се оттеглят в отбранителна позиция на полуостров Батаан, дава възможност на американците и филипинците успешно да удържат още четири месеца.
Завоюването на Филипините от Япония често се счита за най-тежкото военно поражение в историята на Съединените щати. Около 23 000 американски военни и около 100 000 филипински войници са убити или пленени.